# Lana tirada
La lana tirada es la lana arrancada de la piel de oveja muerta. Es un producto de la industria de extracción de lana. Mazamet fue el centro más grande de la industria de extracción de lana en Europa para la lana tirada, también conocida como «lana de piel».

## Nombres alternativos
La lana tirada tiene varios nombres alternativos, como «lana deslizante», «lana de guantes», «lana de curtidores» y «lana muerta».

## Industria de lana tirada
La industria de extracción de lana se ocupa del vellón de lana de piel o lana tirada. La piel de oveja es la materia prima para la industria de extracción de lana. A diferencia de la práctica habitual de esquila de lana de una oveja viva, la lana tirada se obtiene de la oveja sacrificada criada en la industria cárnica.
La lana esquilada de una oveja viva se llama «lana recortada» y la lana tirada es la lana extraída de una piel de oveja muerta. La última cualidad es inferior y menos deseable. La industria de extracción de lana tiene un papel importante en la industria de la lana. En 1897, hubo un incentivo monetario en los Estados Unidos para promover la extracción de lana a nivel local.

### Mazamet
Mazamet, en el sur de Francia, era el centro más grande de Europa para lana tirada. Había un departamento separado (el Departamento de Tarn, Francia) que se dedicaba a esta profesión con una mano de obra de 2200 en 1906. La ciudad se utilizó para importar pieles de oveja de muchos países para tirar de lana. Según los registros, se importó una gran cantidad de pieles de oveja a la ciudad en el año 1910.

#### Proceso
El proceso incluye los siguientes pasos, como el asentamiento, la depilación y la eliminación del vellón.
- Aflojamiento de la piel.

1. El método químico implica la aplicación de capas de sulfuro de sodio en el lado de la carne.
2. Las pieles de oveja se cuelgan en un ambiente húmedo.

- Tirando de la lana.

1. Tirando de lana (generalmente a mano).
2. Lo llaman «lana de deslizamiento» si se usa cal para tirar de la lana.

- Clasificación.

### Uso
La lana tirada o lana deshilachada, también conocida como lana de piel, ha sido a menudo de calidad inferior, era de fibra corta, más dura y menos hilable y, por lo tanto, se empleaba principalmente en productos de lana de calidad inferior a media. Para hacerla más útil, la lana deshilachada o lana de piel se ha mezclado con otras calidades de lana.

## Frase
Existe la frase en inglés Pull the wool over someone's eyes («Tirar la lana sobre los ojos de alguien») que significa engañar a alguien.